# Гланда Камбилла Дивонович

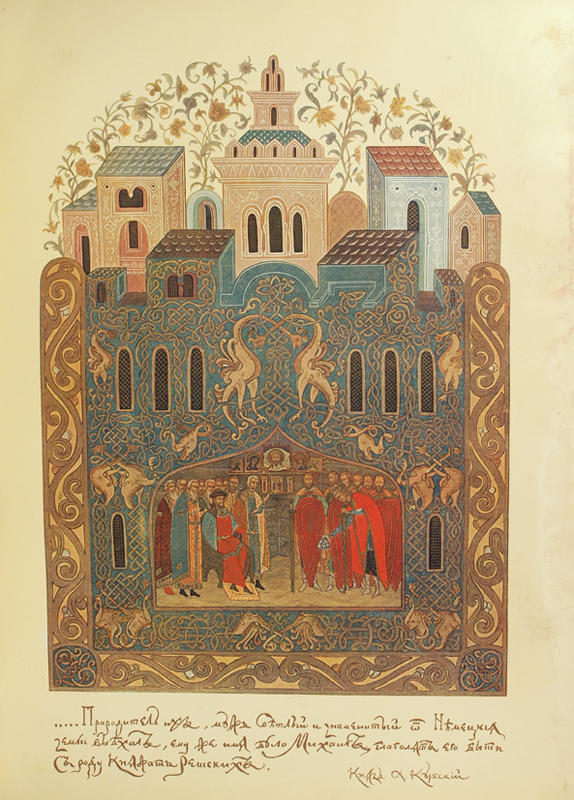
Прибытие князя Михаила Гланды Камбилы на Русь, в Великий Новгород. «Летописный и Лицевой Изборник Дома Романовых». 1913

Гланда Камбилла Дивонович (в крещении Иван Камбилла Дивонович) — мифическая фигура родословного древа Романовых, реальность его существования в настоящее время историками не подтверждается.
При составлении Бархатной книги в XVII веке, когда многие московские бояре ссылались на западное происхождение своих родоначальников, была составлена родословная легенда о происхождении Андрея Кобылы, первого достоверно известного предка Романовых. По ней Андрей Кобыла выехал «из Немец», из прусской земли. В XVII веке в родословной Колычёвых появилось развитие этой легенды, составленное герольдмейстером Степаном Андреевичем Колычёвым. По ней некий князь Гланда Камбилла, сын князя Дивона, потомок прусского короля Видевута, утомлённый в борьбе против Тевтонского ордена, выехал вместе со своим сыном и множеством подданных к великому князю Александру Ярославичу Невскому. Там он крестился с именем Иван, а его сын получил прозвище Кобыла, что объяснялось опиской писца. В знак происхождения из прусского края потомкам Кобылы был присвоен герб Данцига. Ещё в XVIII веке на несостоятельность этой родословной легенды указывал Август Шлецер, однако данная версия происхождения Андрея Кобылы попала и в «Русский Гербовник», изданный в 1797 году.

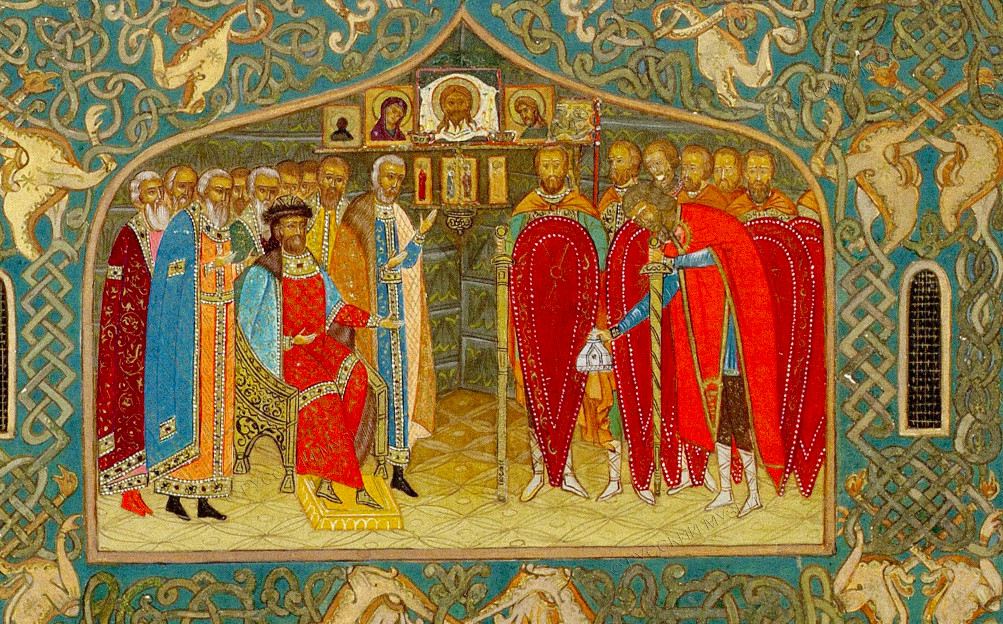
Приближенный фрагмент миниатюры в высоком разрешении

Крупный исследователь московской боярской знати С. Б. Веселовский считал, что прозвища детей Андрея делают версию об описке писцов несостоятельной. Ко всему прочему, в ряде родословцев у Андрея упоминается брат, Фёдор Шевляга. Прозвище Шевляга (или Шевлюга) означает «кляча», что также говорит о русском происхождении прозвища. В итоге Веселовский сделал вывод, что Андрей Кобыла происходил из знатного московского рода, возможно, родом из Новгорода. Эту версию поддержал и А. А. Зимин.
В 1995 году С. В. Конев опубликовал «Ростовский родословный синодик», в котором упоминаются имена многих московских бояр XIV—XV веков. В отличие от хорошо известного исследователям «Успенского синодика», в «Ростовском синодике» приводятся не только имена, но и прозвища, а также некоторые биографические данные. Среди лиц, упоминаемых в нём, есть и предок Романовых — Андрей Александрович Кобыла. Исходя из этого, историк А. В. Кузьмин сделал вывод о том, что родословная легенда привела отчество Андрея неправильно.